# Santa (Musikerin)
Santa (* 24. Februar 1991), bürgerlich Samanta Cotta, ist eine französische Sängerin, Komponistin und Musikerin aus Nizza.

## Leben
Santa wuchs in Südfrankreich als Tochter einer amerikanischen Sängerin auf. Santas Vater ist Architekt. 2009 gründete Santa die Elektropop-Band Hyphen Hyphen.
2022 startete sie mit der Veröffentlichung der EP 999 ihre Solo-Karriere. Santas erste Single Popcorn salé wurde mit Platin ausgezeichnet.
Am 8. September 2024 spielte Santa bei der Abschlussfeier der Sommer-Paralympics 2024 vor rund 60.000 Zuschauern im Pariser Stade de France das Lied Vivre pour le Meilleur des 2017 gestorbenen Musikers Johnny Hallyday.

## Diskografie

### Studioalben
| Jahr | Titel Musiklabel                        | Höchstplatzierung, Gesamtwochen, AuszeichnungChartplatzierungen (Jahr, Titel, Musiklabel, Platzierungen, Wochen, Auszeichnungen, Anmerkungen) | Höchstplatzierung, Gesamtwochen, AuszeichnungChartplatzierungen (Jahr, Titel, Musiklabel, Platzierungen, Wochen, Auszeichnungen, Anmerkungen) | Höchstplatzierung, Gesamtwochen, AuszeichnungChartplatzierungen (Jahr, Titel, Musiklabel, Platzierungen, Wochen, Auszeichnungen, Anmerkungen) | Anmerkungen                                |
| Jahr | Titel Musiklabel                        | FR | BEW | CH | Anmerkungen                                |
| ---- | --------------------------------------- | --- | --- | --- | ------------------------------------------ |
| 2022 | 999 Warner Music, Parlophone            | FR14 Gold · (37 Wo.)FR | BEW126 (6 Wo.)BEW | — | Erstveröffentlichung: 11. November 2022 EP |
| 2024 | Recommence-moi Warner Music, Parlophone | FR3 Platin · (… Wo.)FR | BEW2 Gold · (39 Wo.)BEW | CH16 (4 Wo.)CH | Erstveröffentlichung: 24. Mai 2024         |

### Singles
| Jahr | Titel Album                  | Höchstplatzierung, Gesamtwochen, AuszeichnungChartplatzierungen (Jahr, Titel, Album, Platzierungen, Wochen, Auszeichnungen, Anmerkungen) | Höchstplatzierung, Gesamtwochen, AuszeichnungChartplatzierungen (Jahr, Titel, Album, Platzierungen, Wochen, Auszeichnungen, Anmerkungen) | Höchstplatzierung, Gesamtwochen, AuszeichnungChartplatzierungen (Jahr, Titel, Album, Platzierungen, Wochen, Auszeichnungen, Anmerkungen) | Anmerkungen                           |
| Jahr | Titel Album                  | FR | BEW | CH | Anmerkungen                           |
| ---- | ---------------------------- | --- | --- | --- | ------------------------------------- |
| 2023 | Popcorn salé 999             | FR8 Diamant · (89 Wo.)FR | BEW5 (24 Wo.)BEW | CH— GoldCH | Erstveröffentlichung: 25. März 2023   |
| 2024 | Recommence-moi               | FR16 Diamant · (… Wo.)FR | BEW7 Gold · (32 Wo.)BEW | — | Erstveröffentlichung: 21. März 2024   |
| 2025 | La différence Recommence-moi | FR137 Gold · (6 Wo.)FR | BEW19 (20 Wo.)BEW | — | Erstveröffentlichung: 10. Januar 2025 |